# Jack River (Brodribb River)
Der Jack River ist ein Fluss im östlichen Gippsland im Osten des australischen Bundesstaates Victoria.
Von seiner Quelle aus fließt der Wiesenfluss nach Südwesten, nimmt dem Rocky River auf und mündet nach wenigen Kilometern in den Brodribb River.